# Girls On Top
『Girls On Top』ないし『MOTO』は、韓国出身の女性歌手BoAの5集として発表されたアルバム。

## 概要
前作から久々となる2005年6月24日に韓国版オリジナルアルバム5集として発表され、ヘアスタイルなどでそれまでのBoAのイメージを一変させ、あっと驚かせた話題のアルバムである。なお、CD発売前にデジタルアルバムとして先行販売された。そして、オンライン、オフライン両方でチャート1位を獲得した。
全13曲が収録され、多様なジャンルの選曲とさまざまなアレンジに乗せて、20歳（韓国における数え年）に成長したBoAが多彩な唱法を展開している。発売2か月後の同年8月17日には、リメイクアルバム「MOTO」が発売されたが、単にアルバムジャケットとアルバムタイトルが変更されただけであり、内容は初版の「Girls On Top」と全く変わりは無い。
その後、香港版・台湾盤では「Girls On Top」の中国語版が追加収録（ラップ部分は韓国語のまま）され、さらに芸能生活5周年記念盤として、VCD付の「慶祝出道五週年特別版」が台湾版としてリリースされた。
なお、日本では2008年3月26日にDVD付のSPECIAL EDITIONがエイベックスから発売された（タイトルは『Girls on Top』のまま）。
本アルバムとは直接関係無いが、タイトル曲「Girls On Top」の英語版が2009年3月17日に発売されたBoAの全米デビューアルバムの中に収録されている。また、ラップ部分も英語である。

## 収録曲

### 韓国版
1. MOTO
作詞：보아（BoA）・Kenzie、作曲：Kenzie
BoAの作詞に、前作「My Name」のKenzieが作曲を担当したタイトル・ナンバー。振付は「파닥파닥춤（パダッパダッダッチュム＝パラパラダンスの意味）」。
2. Do You Love Me? - 둘이 함께 （トゥリハムケ）
作詞・作曲：유영진（ユ・ヨンジン）
「Do You Love Me? - 둘이 함께 （トゥリハムケ）」は、「私のこと好き? - ふたり一緒に」の意。
3. Girls On Top
作詞・作曲：유영진（ユ・ヨンジン）
BoAのデビュー曲ID; Peace Bの유영진（ユ・ヨンジン）によるタイトル・ナンバー。アレンジには、UsherやCiaraの曲に見られるような「원 코드 흐름」（円コード進行）を採用。旧来的な男性社会を乗越えようとする歌詞に合わせて、男性バックダンサー陣を足蹴にするような振付が行われた。BoAは、2005年6月-8月の間、主にプロモーションにこの曲を使い、SBSの番組「人気歌謡」の1位を3週連続で受賞した。
4. 오늘 그댈 본다면 （オヌル クデル ボンダミョン） - If you were here
作詞：young H.Kim（ヤンH・キム）、作曲：Joleen Belle（ジョリーン・ベル）
「오늘 그댈 본다면 （オヌル クデル ボンダミョン）」は、「今日あなたに逢ったら」の意。
5. Love Can Make a Miracle
作詞：BoA、作曲：Waeromoe（ウェロメ）・Samuel（サメル）
6. Addiction - 집착 （チップチャク）
作詞：진영진（チンヨンジン）、作曲：Jamie Jones（ジャミー・ジョンズ）
「Addiction - 집착 （チップチャク）」は、「耽溺 - 執着」の意。
7. Freak In Me
作詞：BoA、作曲：Charlotte EIRAM
8. 공중정원 （コンジュンジョンウォン） - Garden In The Air
作曲：Kenzie
バビロンの空中庭園にモチーフを得たアシッド・ポップ。「공중정원 （コンジュンジョンウォン）」および「Garden In The Air」は、「空中庭園」の意。
9. I Spy
作詞：홍지유（ホン・ジウ）、作曲：Hayden Bell
10. Can't Let Go
作詞：Kenzie、作曲：Deviller Dane
H.O.Tの강타（カンタ）がバックボーカルをつとめるR&Bバラード。
11. Heroine - 시선 （シソン）
作詞：신지원（シン・ジウォン）、Vincent Degiorgio（ビンセント・デジョルジョ）
「시선 （シソン）」は、「視線」の意。
12. 숨... （スム） - Breathe Again
作詞・作曲：하정호（ハ・ジョンホ）
「숨 （スム）」は、「息」の意。
13. 가을편지 （カウルピョンジ）
作詞：고은（コウン）、作曲：김민기（キム・ミンギ）
고은（高銀）の詞に김민기（キム・ミンギ）が曲をつけ、양희은（ヤン・ヒウン）、최양숙（チェ・ヤンスク）、박효신（パク・ヒョシン）など数多くの歌手がカバーしたスタンダード・ナンバー。「가을편지 （カウル・ピョンジ）」は、「秋の手紙」の意。この曲を撮影したPVが、プロモーションで活用された。

### 香港版・台湾版
1. MOTO
2. 兩人一起 - Do You Love Me?
3. Girls On Top
4. 今天要是見到你 - If you were here
5. Love Can Make a Miracle
6. 執迷 - Addiction
7. Freak In Me
8. 空中花園 - Garden In The Air
9. I Spy
10. Can't Let Go
11. 視線 - Heroine
12. 呼吸 - Breathe Again
13. 秋天的信
14. Girls On Top 　（中文版）

慶祝出道五週年特別版 （台湾盤）
上記の香港・台湾通常盤に加えVCDを添付
- - Girls On Top PV
  - MOTO PV
  - 寶兒女孩天下音樂特輯 （女子BoAの世界の音楽特集）